# Carol Biazin
Caroline dos Reis Biazin, detta Carol (Campo Mourão, 22 aprile 1997), è una cantante brasiliana.

## Biografia
Carol Biazin si è fatta conoscere dopo aver partecipato a The Voice Brasil, dove è giunta alle fasi finali. Si è successivamente portata a casa il Prêmio Jovem Brasileiro alla scommessa dell'anno, firmando di seguito un contratto con la Universal. Nell'aprile 2019 è avvenuta la pubblicazione del suo primo EP, intitolato S.
L'album in studio d'esordio Beijo de Judas (2020) contiene gli estratti Rolê e Tentação, rispettivamente certificati oro (40 000 unità) e platino (80 000) dalla Pro-Música Brasil. Nel luglio 2022 ha vinto un riconoscimento ai Prêmios MTV MIAW. L'anno dopo viene presentato il secondo LP, dal titolo Reversa; esso contiene Início do fim, che ha superato le 40 000 unità di vendita certificate. La riedizione dell'album presenta anche Ligações de alma, un duetto con Baco Exu do Blues certificato platino dalla PMB.
Nell'agosto 2024 è avvenuta la pubblicazione del terzo disco di inediti, intitolato No escuro; il progetto contiene Amor traumatizado, oro in Brasile.

## Discografia

### Album in studio
- 2020 – Beijo de Judas
- 2023 – Reversa
- 2024 – No escuro

### Album dal vivo
- 2022 – Beijo de Judas: Ao vivo

### EP
- 2019 – S
- 2024 – Live Session

### Singoli
- 2018 – Talvez
- 2019 – Suas linhas
- 2020 – Cancela
- 2020 – Sem filtro
- 2020 – Sempre que der (con Vitão)
- 2020 – Desgrama
- 2020 – Frank Ocean
- 2021 – Rolê (feat. Gloria Groove)
- 2021 – Tentação (con Luísa Sonza)
- 2021 – Enigma (con Chameleo)
- 2021 – Take a Trip (con Adrian Jean)
- 2021 – Raio x (feat. Dilsinho)
- 2022 – Garota infernal
- 2022 – Me tira da mira (con Thiaguinho e Renegado)
- 2022 – Brinca com a...
- 2022 – Início do fim
- 2022 – Fica pro café
- 2022 – Menta com chá
- 2023 – Interessante (con Bruno Gadiol)
- 2023 – Língua afiada (con Jenni Mosello)
- 2023 – Passarinho (con Gabriel Froede)
- 2023 – Exagerado (con Bryan Behr e Mahmundi)
- 2023 – Codinome beija-flor
- 2023 – Ligações de alma (con Baco Exu do Blues)
- 2023 – Real valor (con Marina Sena e Vulgo FK)
- 2024 – A gente só conhece quando termina
- 2024 – Deixa (con PK)
- 2024 – Último abraço (con David Carreira)
- 2024 – Somewhere Only We Know
- 2024 – Amor traumatizado
- 2024 – Frio e vento (con Gaab)
- 2024 – Corações de pedra (con Duquesa)
- 2025 – Que pecado! (con Ebony)
- 2025 – Te amo sem culpa